# Pietro Battaglia
Pietro Battaglia (o Piero) (Reggio Calabria, 21 maggio 1930 – Reggio Calabria, 20 aprile 2004) è stato un politico italiano.

## Biografia
Esponente di primo piano dell'Associazioni Cristiane Lavoratori Italiani (ACLI) e poi della Democrazia Cristiana calabrese, fu sindaco di Reggio Calabria dal 28 marzo 1966 al 18 novembre 1971 ed una terza volta nel 1989 per circa sei mesi (incompatibile perché parlamentare), nonché Consigliere ed assessore regionale per due legislature e membro della Camera dei Deputati per diverse legislature.
Deve la sua notorietà per essere stato sindaco durante la Rivolta di Reggio Calabria e per aver guidato la città durante la protesta popolare contro il trasferimento del capoluogo a Catanzaro ponendosi in posizione di contrasto al governo nazionale a guida del suo stesso partito (Democrazia Cristiana) in difesa della sua città.
Celebre fu il suo "Rapporto alla Città", un comizio di fronte a migliaia di persone radunatesi in Piazza Duomo in cui chiedeva alla cittadinanza di tenersi pronta a sostenere con forza il diritto di Reggio alla guida della Regione.
Si deve alla sua estenuante opera di mediazione con il governo nazionale l'individuazione della sede del Consiglio regionale della Calabria presso la città di Reggio, unico caso in Italia in cui la sede dell'assemblea legislativa è in una città diversa rispetto alla sede della Giunta.
Successivamente venne eletto Consigliere regionale per la Democrazia Cristiana ricoprendo l'incarico di Vice Presidente della Giunta regionale ed assessore con varie deleghe.
Venne eletto, poi, al parlamento nella DC alle elezioni del 1987 e durante quella legislatura Battaglia fu il promotore della legge denominata "Decreto Reggio" che prevedeva un finanziamento straordinario per finanziare un pacchetto di interventi, la maggior parte opere pubbliche, finalizzati al rilancio economico e sociale della città di Reggio Calabria.
Il 7 settembre 1992 fu arrestato assieme ad altri esponenti politici reggini con l'accusa di far parte di un comitato d'affari.
Per tale accusa trascorse 13 mesi in carcere, per poi essere rilasciato una volta stabilita l'infondatezza delle accuse. I processi si sono conclusi con sentenze passate in giudicato che dichiaravano l'insussistenza dei reati e l'assoluta infondatezza delle accuse a seguito anche di richiesta di proscioglimento da parte della pubblica accusa.
Per tale motivo lo stato riconobbe a Battaglia il massimo previsto per legge di risarcimento economico per i danni a lui ed ai suoi familiari recati a seguito dei clamorosi errori giudiziari che lo videro protagonista.
In sua memoria la città gli ha intitolato l'aula del Consiglio comunale che lo ha visto protagonista nelle vesti di Sindaco ed in quelle di Consigliere ed Assessore regionale.